# Niyanun Lake
Niyanun Lake är en sjö i Kanada.   Den ligger i provinsen Manitoba, i den centrala delen av landet, 2 100 km nordväst om huvudstaden Ottawa. Niyanun Lake ligger 312 meter över havet. Arean är 0,80 kvadratkilometer. Den ligger vid sjöarna  Lucile Lake och Nikotwasik Lake. Den sträcker sig 2,1 kilometer i nord-sydlig riktning, och 1,2 kilometer i öst-västlig riktning.
I omgivningarna runt Niyanun Lake växer i huvudsak barrskog. Trakten runt Niyanun Lake är nära nog obefolkad, med mindre än två invånare per kvadratkilometer.